# Bahila
Bahila fou una antiga tribu d'Aràbia que vivia en la ruta entre Ryad i la Meca.
Bona part de la tribu va emigrar durant l'expansió musulmana principalment a Síria i Bàssora. Van donar diversos homes notables com el general Kutayba ibn Muslim i el filòleg al-Asmai. Una segona emigració els va portar a la regió d'al-Taff, enfront dels bataih amb els quals es van començar a barrejar el 837 després de l'expulsió dels zott. El 871 van patir una greu derrota a mans de les tropes que marxaven contra els zandj, tot i ser neutrals, i això els va portar a abraçar el partit dels rebels. Els esdeveniments successius no es coneixen, però no els devia anar massa bé, ja que al seu lloc d'origen ja no tornen a ser esmentats.